# Antimaquia (Cos)
Antimaquia (en griego: Αντιμάχεια) es una localidad de la isla de Cos, Grecia, dentro del municipio de Iraklides. 

## Geografía

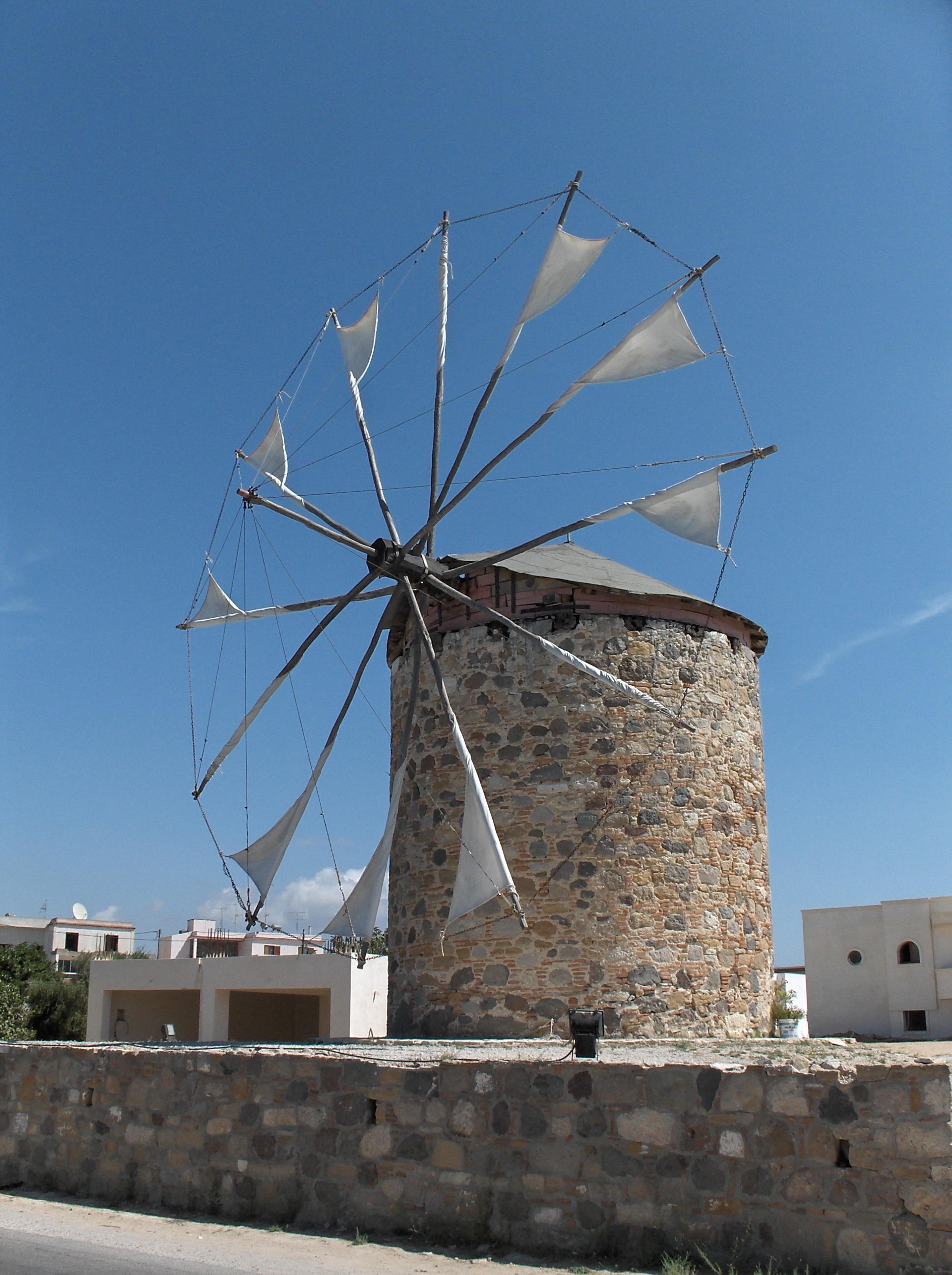
Molino de Antimaquia (Isla de Cos) en el Dodecaneso.

Está construido en el centro de la isla, 23 kilómetros de la ciudad Cos. El área se divide en la zona de asentamiento en una meseta baja y una llanura inferior, que la linda al suroeste. En 1964 se inauguró aquí el Aeropuerto Internacional de Kos-Hipócrates. El principal sector económico es la agricultura con el cultivo de, entre otras cosas, de cereales, tabaco y sésamo, además de la ganadería y, más recientemente, el turismo. Según el censo de 2011, la población de Antimaquia era de 2068 habitantes.
| 1947 | 1951 | 1961 | 1971 | 1981 | 1991 | 2001 | 2011 |
| ---- | ---- | ---- | ---- | ---- | ---- | ---- | ---- |
| 1870 | 1919 | 1539 | 1264 | 1460 | 2089 | 2205 | 2068 |

## Historia
Antimaquia se remonta a un antiguo asentamiento. En la Antigüedad, a orillas del río Cipariso, que atravesaba Antimaquia, los cosianos y habitantes del Dodecaneso honraban y festejaban a Asclepio, el dios griego de la curación. También existe una tradición de culto a Heracles.
El lugar sufrió una severa destrucción en 1926 y especialmente en el terremoto de 1933. Después de la anexión del Dodecaneso a Grecia, Antimaquia fue desde 1948 la sede administrativa del entonces municipio rural de Antimaquia (Κοινότητα Αντιμαχείας Kinótita Andimachías). Con la implementación de la reforma municipal en 1997, Antimaquia se convirtió en la sede administrativa del recién formado municipio de Iraklides, que a su vez fue absorbido por el municipio de Kos como parte de la reforma administrativa de 2010.

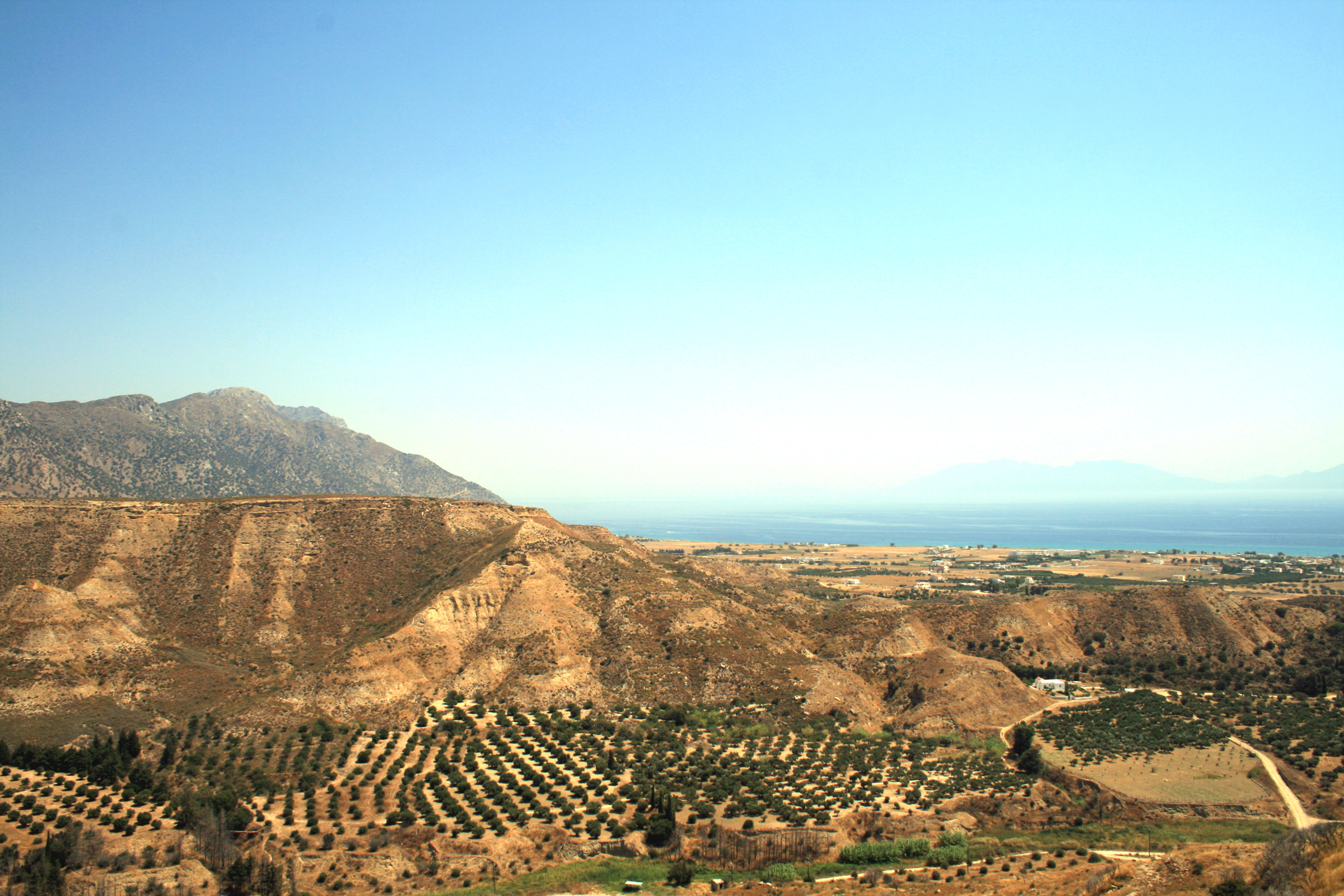
Olivares cercanos a Antimaquia (Αντιμάχεια), en la isla de Cos. El olivo, la vid y los cereales fueron los principales cultivos griegos, como en toda la cuenca del mar Egeo.

Antimaquia es un lugar de interés turístico porque cerca del pueblo se encuentra el castillo homónimo de la Orden de San Juan de Jerusalén, que fue destruido por los terremotos de 1926. Las murallas del castillo se conservan en bastante buen estado, mientras que en su interior hay dos iglesias antiguas, Santa Parasqueva (Agía Paraskeví) y San Nicolás (Ágios Nikoláos).